# Jan Kořenský

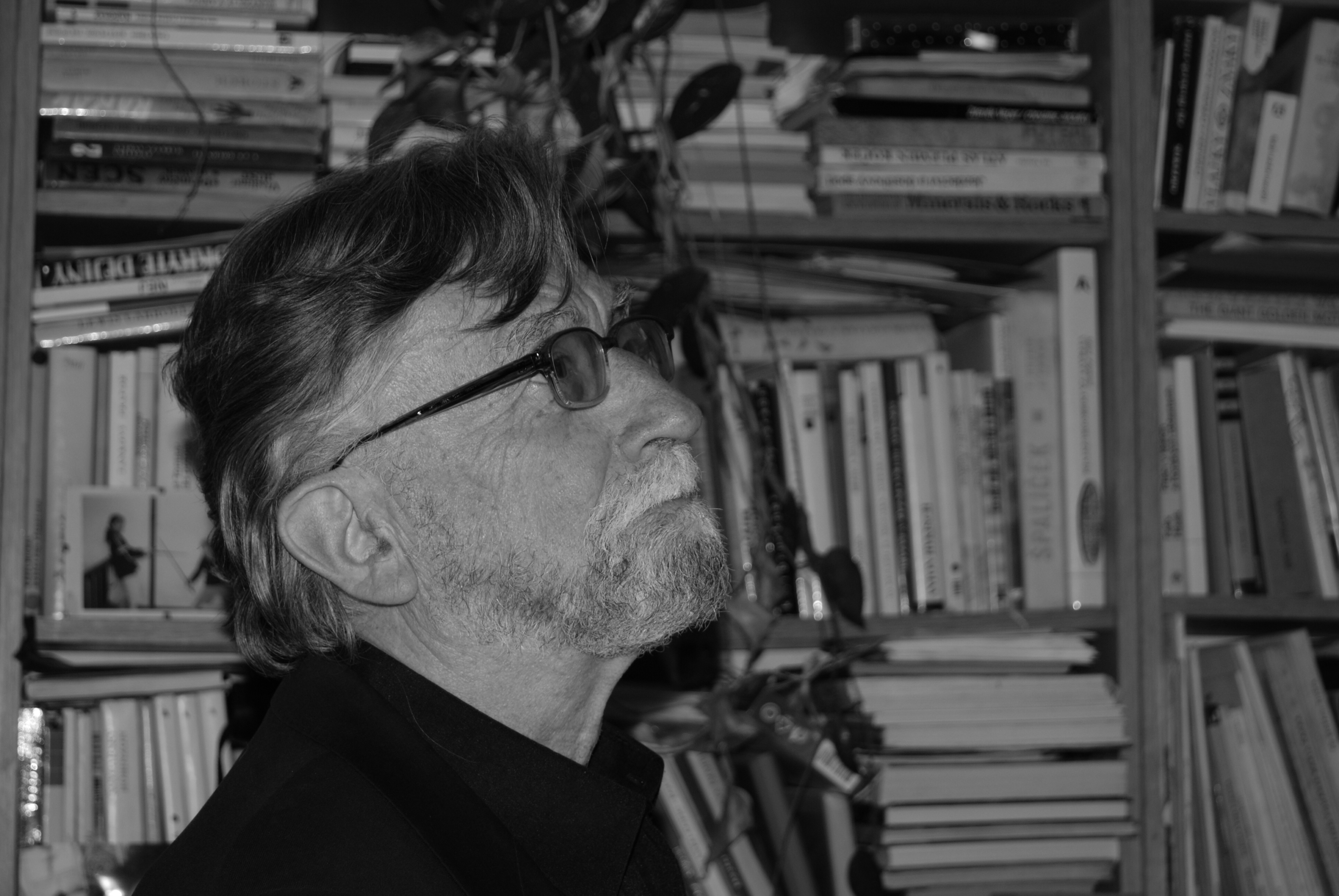
Jan Kořenský

Jan Kořenský (* 24. Mai 1937 in Hradec Králové; † 16. April 2022) war ein tschechischer Linguist, der sich mit tschechischer Grammatik, allgemeiner Sprachwissenschaft, linguistischer Methodologie, Zeichentheorie, Texttheorie und prozeduraler Grammatik beschäftigte. Kořenský lehrte und war Mitglied der wissenschaftlichen Beiräte der Karls-Universität und der Palacký-Universität. Kořenský schrieb 10 Bücher und 70 Aufsätze.

## Akademische Tätigkeit
Er war der prominenteste Vertreter der tschechischen methodologischen Überlegungen zur Sprachforschung und beteiligte sich an Diskussionen über Grammatiken und die Grammatik des Tschechischen sowie über Umfang und Inhalt des Begriffs der Grammatik der natürlichen Sprache.
Der Schüler der Tschechisch-Dozenten Bohuslav Havránek, Miroslav Komárek, Oldřich Králík und Miloš Dokulil war Mitautor der Tschechischen Grammatik II (Mluvnice češtiny II – Tvarosloví) und maßgeblich an ihrer Konzeption beteiligt.
Während seiner wissenschaftlichen Karriere arbeitete er als:
- Chefredakteur der Zeitschrift Slovo a slovesnost
- Chefredakteur der Zeitschrift Jazykovědné aktuality
- Mitglied des wissenschaftlichen Beirats der Philosophischen Fakultät der Palacký-Universität, der Philosophischen Fakultät der Karls-Universität[6], der Philosophischen Fakultät der Universität Ostrava und der Fakultät für Wirtschaft und Unternehmertum der Schlesischen Universität in Opava
- Vorsitzender des Tschechischen Komitees der Slawisten
- Mitglied der Internationalen Kommission für die grammatische Struktur der slawischen Sprachen des Internationalen Komitees der SlawistenGründer
- des Lehrstuhls für Allgemeine Linguistik an der Philosophischen Fakultät der Palacký-Universität
- Mitglied des Prager Linguistischen Kreises

In der zweiten Hälfte der 1980er Jahre war er Initiator einer umfangreichen theoretischen Forschung zu den Grundkonzepten des Prager linguistischen Strukturalismus und deren Reflexion in weiteren Entwicklungsstufen.
Er förderte positiv interdisziplinäre Ansätze zur Beschreibung von Sprache, wie z. B.:
- die wissenschaftliche Konzeptualisierung des Begriffs des Spiels, die Möglichkeiten des Spiels als Modellierungsapparat der Sprache und ihre Dynamik;
- die Anwendung der allgemeinen Systemtheorie und Chaostheorie in der zeitgenössischen Linguistik;
- soziologisierende Ansätze in der komplexen Beschreibung von Kommunikationsprozess und Texten;
- erkenntnistheoretische Dimensionen von Sprache und Sprechen sowie Überlegungen zur Philosophie der Sprache.

## Bücher
Die Bücher sind in der ihm gewidmeten Bibliothek des Lehrstuhls für Allgemeine Linguistik an der Palacký-Universität in Olomouc verfügbar.
- Eine umfassende Beschreibung der Ausdrucksstruktur des Substantivs Fall im Tschechischen. Academia, Prag 1972.
- Umfassende Analyse des kommunikativen Prozesses und des Textes. Alena Jaklová, Jana Hoffmannová, Olga Müllerová & Jan Kořenský. Universität Südböhmen, Fakultät für Erziehungswissenschaften 1979.
- Konstruktion der Grammatik von einer semantischen Basis aus. Ausgabe: Linguistische Studien und Abhandlungen. Academia, Prag 1984.
- Tschechisches Sprachbuch 2. Miroslav Komárek, Jan Petr & Jan Kořenský. Academia, 1986.
- Theorie der natürlichen Sprache: Interdisziplinarität, Anwendungen, Prognosen. Ausgabe: Linguistische Studien und Abhandlungen. Academia, 1989, ISBN 80-200-0193-X.
- Kommunikation und die tschechische Sprache. H&H, 1992, ISBN 80-85467-92-5.
- Veränderungen im Denken über Sprache. FF UK, Prag, 1998, ISBN 80-85899-38-8.
- Juristische und linguistische Analyse von Rechtstexten: (Ein rechtsinformatischer Ansatz).
- Mensch – Sprache – Kognition. UP Verlag, Olomouc 2004, ISBN 80-244-0791-4.
- Analyse des Kommunikationsprozesses und des Texte s. Jana Hoffmannová, Olga Müllerová & Jan Kořenský. Palacký-Universität in Olomouc, 2013, ISBN 978-80-244-4032-3.
- Veränderungen im Denken über Sprache zur Jahrtausendwende. Qfwfq. Palacký-Universität in Olomouc, 2014, ISBN 978-80-244-4281-5.

## Links
1. ↑  KOŘENSKÝ, Jan, Prof. PhDr. DrSc. | KDO JE KDO v české slavistice. Abgerufen am 6. März 2023.
2. ↑  Databazeknih.cz: Jan Kořenský. Abgerufen am 6. März 2023.
3. ↑  Knihovna prof. Kořenského. Abgerufen am 6. März 2023 (tschechisch).
4. ↑  Slovo a slovesnost – Hledání v archivu. Abgerufen am 6. März 2023.
5. ↑  KOŘENSKÝ, Jan, Prof. PhDr. DrSc. | KDO JE KDO v české slavistice. Abgerufen am 7. März 2023.
6. ↑  prof. PhDr. Jan Kořenský, DrSc. | Univerzita Karlova. Abgerufen am 7. März 2023.
7. ↑  Knihovna prof. Kořenského. Abgerufen am 7. März 2023 (tschechisch).

| Personendaten    | Personendaten          |
| ---------------- | ---------------------- |
| NAME             | Kořenský, Jan          |
| KURZBESCHREIBUNG | tschechischer Linguist |
| GEBURTSDATUM     | 24. Mai 1937           |
| STERBEDATUM      | 16. April 2022         |